# The Secret of the Growing Gold
 "The Secret of the Growing Gold" es una historia corta escrita por Bram Stoker. Fue publicada por primera vez en 1892 en el periódico británico Blanco y Negro. La historia fue publicada en formato de libro en 1914, donde es parte de la tercera colección de historias cortas El invitado de Drácula. "The Secret of the Growing Gold" fue publicado también en la revista estadounidense Cuentos Raros de Chicago.

## Sinopsis
La historia comienza con el trasfondo de las familias Delandre y Brents. Hay un nuevo escándalo en el condado que surge por la relación entre Margaret Delandre, una campesina hidalgo española, y Geoffrey Brent, un aristócrata mujeriego. Después de tener una discusión con su hermano Wykham, él corre a Margaret de su casa quien encuentra refugio en la mansión Brent. 
Unas semanas después, Wykham se entera de la situación, enfurecido jura vengarse de ambos. En uno de los muchos viajes que realizaban Geoffrey y Margaret corre la voz en el condado el accidente que pasó en el valle Zermat: una mujer inglesa cayó por el precipicio pero el Lord Brent milagrosamente se salvó. Ni el cuerpo de la acompañante, ni el de su caballo son hallados.
Un año transcurre desde el incidente. Geoffrey regresa a su residencia con una nueva dama italiana con quien se casa y se encuentran felices al esperar un hijo. En esos mismos días, Wykham, en estado de ebriedad, recibe la visita del fantasma de su hermana, quien, después de vengarse de él, le cuenta el plan de vengarse de Geoffrey.
El fantasma de Margaret visita la casa de Geoffrey y lo asusta. Después de ese acontecimiento, él corre a uno de los pasillos de su mansión para encontrar el lugar donde enterró el cuerpo de Margaret. Su miedo crece cuando se da cuenta de que cada día su cabello crece por entre las grietas. Un día, la esposa descubre su secreto y decide ayudar a su esposo a resolver el misterio del cabello dorado que crecía cada día. Es así como ambos se quedan toda una noche esperando en el pasillo. Al día siguiente, el doctor busca al matrimonio Brent para encontrarlos muertos cerca de la grieta  donde crecía el cabello dorado.

## Personajes
- Margaret Demander:: Descendiente de la familia Delandre. Es una campesina hidalgo española hermana de Wykham y posible amante de Geoffrey Brent. Muere al ir en un viaje con Geoffrey Brent, su fantasma es quien jura vengarse de su hermano y de él.

- Wykham Demander:: Descendiente de la familia Delandre y hermano de Margaret. Es quien la saca de su casa por un desacuerdo.